# Ibituba
Ibituba é um distrito do município brasileiro de Baixo Guandu, no interior do estado do Espírito Santo. Segundo o censo demográfico de 2022, realizado pelo Instituto Brasileiro de Geografia e Estatística (IBGE), sua população era de 1 702 habitantes e havia 631 domicílios particulares permanentes ocupados.
De acordo com o IBGE, em 2010 a população era de 1 899 habitantes e havia 875 domicílios particulares.
Localiza-se na zona rural do município e tem a produção agrícola e pecuária como importante fonte de renda. O acesso até a sede é feito pela ES-165, que não possui pavimentação asfáltica, segundo informação de 2022.
No século XIX, foi estabelecido um núcleo colonial na localidade, onde se fixaram imigrantes europeus de diferentes nacionalidades. Foi um dos primeiros povoamentos do atual município de Baixo Guandu. Teve sua área anexada a Baixo Guandu com a denominação de Afonso Pena, desmembrado de Colatina, pelo decreto-lei estadual nº 9.222, de 31 de março de 1938. Passou a ter seu nome atual pela lei estadual nº 15.177, de 31 de dezembro de 1943.

## Clima
De acordo com a Companhia de Pesquisa de Recursos Minerais (CPRM), com dados coletados de 1967 a 2023, o maior acumulado de chuva registrado em 24 horas no distrito foi de 107,4 mm no dia 25 de outubro de 1990. Outros grandes acumulados foram de 104,1 mm no dia 5 de novembro de 1996, 100,6 mm em 7 de janeiro de 1986 e 100,2 mm em 12 de março de 1987.